# Resolució 1260 del Consell de Seguretat de les Nacions Unides
La Resolució 1260 del Consell de Seguretat de les Nacions Unides fou adoptada per unanimitat el 20 d'agost de 1999. Després de recordar les resolucions 1171 (1998), 1181 (1998) i 1231 (1999) sobre la situació a Sierra Leone, el Consell va enfortir la Missió d'Observació de les Nacions Unides a Sierra Leone (UNOMSIL) fins a 210 observadors militars addicionals.
El Consell de Seguretat va recordar que la resolució 1245 (1999) prorrogava el mandat de la UNOMSIL fins al 13 de desembre de 1999 i va afirmar el compromís de tots els estats de respectar la sobirania, la integritat territorial i la independència de Sierra Leone.
El 7 de juliol de 1999 es va lloar un acord de pau entre el govern de Sierra Leone i el Front Revolucionari Unit (RUF) a Lomé i el país pels seus esforços per aconseguir la pau. El Consell va autoritzar l'expansió de fins a 210 observadors militars per la UNOMSIL, que estarien protegits pel grup de monitorització de l'ECOMOG. A més, va autoritzar l'enfortiment dels elements polítics, civils, informatius, de drets humans i protecció de la infància de la força de manteniment de la pau de la UNOMSIL, inclòs el nomenament d'un diputat Representant Especial del Secretari General i ampliació de l'oficina del representant especial.
El RUF i altres grups armats de Sierra Leone van ser convidats a deixar les armes i també participaren en la desmobilització i els programes de reintegració. El Consell va acollir amb satisfacció que l'acord de pau preveia l'establiment d'una veritat i una comissió de drets humans i l'adopció d'un manifest de drets humans per part de les parts del país. Es necessitava assistència internacional per a les víctimes de guerra i la prestació d'ajuda humanitària, en particular àrees del país inaccessibles als organismes d'ajuda. L'atenció a llarg termini als nens víctimes del conflicte era essencial, i la reconstrucció i rehabilitació del país també era important.
Finalment, el secretari general Kofi Annan havia d'informar sobre la situació al més aviat possible incloent recomanacions per al mandat i estructura de la força UNOMSIL millorada a Sierra Leone.